# Баффало-Сіті (Вісконсин)
Баффало-Сіті (англ. Buffalo City) — місто (англ. city) в США, в окрузі Баффало штату Вісконсин. Населення — 1007 осіб (2020).

## Географія
Баффало-Сіті розташоване за координатами 44°13′23″ пн. ш. 91°51′57″ зх. д. / 44.22306° пн. ш. 91.86583° зх. д. (44.223161, -91.865888).  За даними Бюро перепису населення США в 2010 році місто мало площу 15,65 км², з яких 5,47 км² — суходіл та 10,18 км² — водойми.

## Демографія
Згідно з переписом 2010 року, у місті мешкали 1023 особи в 464 домогосподарствах у складі 312 родин. Густота населення становила 65 осіб/км².  Було 577 помешкань (37/км²).
Расовий склад населення:
| - 98,4 % — білих - 0,3 % — азіатів - 0,2 % — корінних американців - 0,1 % — чорних або афроамериканців |

До двох чи більше рас належало 1,0 %. Частка іспаномовних становила 0,4 % від усіх жителів.
За віковим діапазоном населення розподілялося таким чином: 17,3 % — особи молодші 18 років, 60,0 % — особи у віці 18—64 років, 22,7 % — особи у віці 65 років та старші. Медіана віку мешканця становила 49,3 року. На 100 осіб жіночої статі у місті припадало 99,0 чоловіків;  на 100 жінок у віці від 18 років та старших — 99,5 чоловіків також старших 18 років.
Середній дохід на одне домашнє господарство  становив 59 018 доларів США (медіана — 45 769), а середній дохід на одну сім'ю — 71 909 доларів (медіана — 66 250). Медіана доходів становила 37 292 долари для чоловіків та 36 458 доларів для жінок. За межею бідності перебувало 7,4 % осіб, у тому числі 10,9 % дітей у віці до 18 років та 6,6 % осіб у віці 65 років та старших.
Цивільне працевлаштоване населення становило 532 особи. Основні галузі зайнятості: виробництво — 26,3 %, освіта, охорона здоров'я та соціальна допомога — 23,7 %, транспорт — 9,0 %, роздрібна торгівля — 7,9 %.